# Agudo (Spanyolország)
Agudo egy község Spanyolországban, Ciudad Real tartományban. Agudo Fuenlabrada de los Montes, Garbayuela, Puebla de Don Rodrigo, Tamurejo, Baterno és Valdemanco del Esteras községekkel határos. Lakosainak száma 1604 fő (2024).

## Népesség
A település népessége az elmúlt években az alábbi módon változott:
| Lakosok száma | 2053 | 1945 | 1937 | 1871 | 1866 | 1785 | 1760 | 1659 | 1638 | 1604 |
|               | 2001 | 2004 | 2006 | 2009 | 2011 | 2014 | 2016 | 2019 | 2021 | 2024 |